# サン・ジョルジュ (チーズ)
サン・ジョルジュ（ポルトガル語: Queijo São Jorge）はポルトガル領アゾレス諸島のサン・ジョルジュ島で生産される、牛乳を原料としたチーズ。セミハードまたはハードタイプに分類される。
起源について、少なくとも19世紀には生産されていたと見られるが、大航海時代の15世紀に移入されていたとも言われる。1996年11月にEUの原産地名称保護制度におけるPDO認定を受けている。
表皮は淡いオレンジ色で光沢があり手触りはなめらかであるが、これは加工によるものではなく、自然にそのようになる。ただし、色については濃い黄色という評価を受ける製品もあるし、パラフィンなどでコーティングされるケースもある。直径15cmのゴールドメダル風なラベルが添付され、この金地に赤か黒で銘柄と図柄が表示される。
中身は表皮と似て黄色のテクスチャを見せ、気泡が点在し、かたいものの、もろくボロボロと崩れやすい。
味はチェダーチーズやカンタルを思わせる風味と辛みもある。ポートワインとあわせて食すのがよい。